# Lac Saint-Paul (Antoine-Labelle)
Pour les articles homonymes, voir Saint-Paul.
Ne doit pas être confondu avec Lac Saint-Paul (Bécancour).
Le lac Saint-Paul est un lac situé dans la municipalité régionale de comté d’Antoine-Labelle, dans la province de Québec au Canada. Il est partagé entre les municipalités locales de Lac-Saint-Paul et Ferme-Neuve.